# CLDN11
CLDN11‏ (Claudin 11) هوَ بروتين يُشَفر بواسطة جين CLDN11 في الإنسان.